# Janina Oyrzanowska-Poplewska
Janina Oyrzanowska-Poplewska (2 de mayo de 1918) – 16 de julio de 2001) fue una académica y veterinaria polaca. Profesora de la Universidad de Ciencias de la Vida de Varsovia, se especializó en epizootiología, pero su principal campo de investigación fueron las enfermedades virales de los caninos, lo que condujo al desarrollo de la primera vacuna contra el moquillo canino en Polonia.Durante la Segunda Guerra Mundial, estuvo involucrada en la resistencia polaca y su familia ayudó a varios refugiados. En 1981, Yad Vashem la honró como Justa de las Naciones por sus esfuerzos para salvar a los judíos durante el Holocausto .

## Primeros años
Janina Róża Oyrzanowska nació el 2 de mayo de 1918 en Varsovia, durante el Reino de la Regencia Alemana de Polonia, hija de Maria Elżbieta (de soltera Czarnecka) y Kazimierz Oyrzanowski.  Eran nobles polacos, llevaban el escudo de armas de Junosza y poseían la finca Golebie cerca de Pułtusk. Era bisnieta de Robert Fryderyk Stichel, la primera persona en obtener una maestría en ciencias veterinarias en Polonia. Oyrzanowska completó su educación secundaria en 1936 y comenzó a tomar cursos en la facultad de medicina veterinaria de la Universidad de Varsovia. Sus estudios fueron interrumpidos por la invasión alemana de Polonia en septiembre de 1939. Oyrzanowska se casó con el veterinario Mieczysław Poplewski (1916-1940), quien se uniría a las Fuerzas Terrestres Polacas al comienzo de la Segunda Guerra Mundial. Poplewski era subteniente del 7ª. Regimiento de Caballería polaco y fue ejecutado por el NKVD en 1940 cerca de Járkov cuando las fuerzas soviéticas invadieron Polonia y llevaron a cabo las masacres de Katyn.  

Durante la guerra, Oyrzanowska vivió con su madre, su hermana menor María y su hermano mayor Kazimierz en un apartamento en Varsovia. También tenían otros apartamentos en la ciudad y una pequeña cabaña de verano en un terreno que alquilaron para la agricultura en el barrio de Czerniaków. Su familia se involucró en la resistencia polaca a partir de octubre de 1939, y uno de sus apartamentos familiares albergaba una imprenta clandestina y un estudio de falsificación de documentos. Ayudaron a los judíos durante la guerra, incluidos sus vecinos, las familias Linfeld y Sterling; su jardinero, Jerzy Glinicki; y otras, entre ellas Wiktoria Szczawińska y Franciszka Tusk Scheinwechsler (conocida durante la guerra como Natalia Obrębka). María, que acababa de terminar su educación secundaria, y Oyrzanowska, que asistía a la universidad, cultivaban flores y verduras para mantener a la familia. Trasladaron a los judíos a los que estaban ayudando, escondiéndolos en sus distintos hogares, asegurándose de que cada uno de ellos sobreviviera a la guerra. Su familia también ofreció escondites a otros refugiados, incluidos prisioneros de guerra soviéticos fugitivos. Por sus esfuerzos, su hermana María fue arrestada por los alemanes en 1942 y de marzo a septiembre de ese año estuvo encarcelada en la prisión de Pawiak. Finalmente, la familia escapó de Varsovia en las últimas etapas del Levantamiento de Varsovia.

## Carrera
Tras el final de la guerra, Oyrzanowska estudió en la Universidad Maria Curie-Skłodowska de Lublin antes de regresar a la reabierta Universidad de Varsovia, donde se licenció como doctora en veterinaria en 1950. Trabajó a título profesional desde 1947. En 1960 recibió su doctorado y en 1967 realizó su habilitación. En 1978 recibió el título de profesora asociada (profesor nadzwyczajny) en la Universidad de Ciencias de la Vida de Varsovia. Al comienzo de su carrera, Oyrzanowska se centró en las enfermedades virales de perros y zorros, como el moquillo canino y hepatitis epizoótica, que había sido discutido en su tesis doctoral Rozpoznanie serologiczne nosówki i epizootycznego zapalenia wątroby u psów i lisów (Diagnóstico serológico del moquillo y la hepatitis epizoótica en perros y zorros, 1960).  Su trabajo resultó en el desarrollo y producción de la primera vacuna polaca contra el moquillo canino.  También realizó investigaciones para determinar la dosis necesaria para la vacunación preventiva contra la rabia. Otras investigaciones notables de ella se referían a los temas de la pseudorrabia, así como al alfaherpesvirus bovino 1.Oyrzanowska fue coautora del libro de texto Choroby mięsożernych zwierząt futerkowych (Enfermedades de los animales carnívoros de peletería). Fue miembro de la Sociedad Polaca de Microbiología y de la Sociedad Polaca de Ciencias Veterinarias y en este último, fue directora de sus secciones de Varsovia y epizootiología.
En 1980, Oyrzanowska, junto con otros académicos, se unieron a la fundación del Sindicato Autónomo Independiente de Trabajadores de la Ciencia, la Tecnología y la Educación (en polaco: Niezależny Samorządny Związek Zawodowy Pracowników Nauki, Techniki i Oświaty  </link> , NSZZ PNTio). En su primera reunión, acordaron unirse a su sindicato con Solidaridad en un esfuerzo por impulsar el proceso de democratización.
A lo largo de su carrera, Oyrzanowska recibió varios premios, entre ellos la Cruz de Oro al Mérito, la Cruz de Caballero de la Orden de Polonia Restituta y la  Orden de la Comisión de Educación Nacional. Basado en el relato de Franciszka Tusk Scheinwechsler, el 6 de junio de 1981, Oyrzanowska y su hermana María fueron reconocidas por Yad Vashem como Justas entre las Naciones.

## Muerte y legado

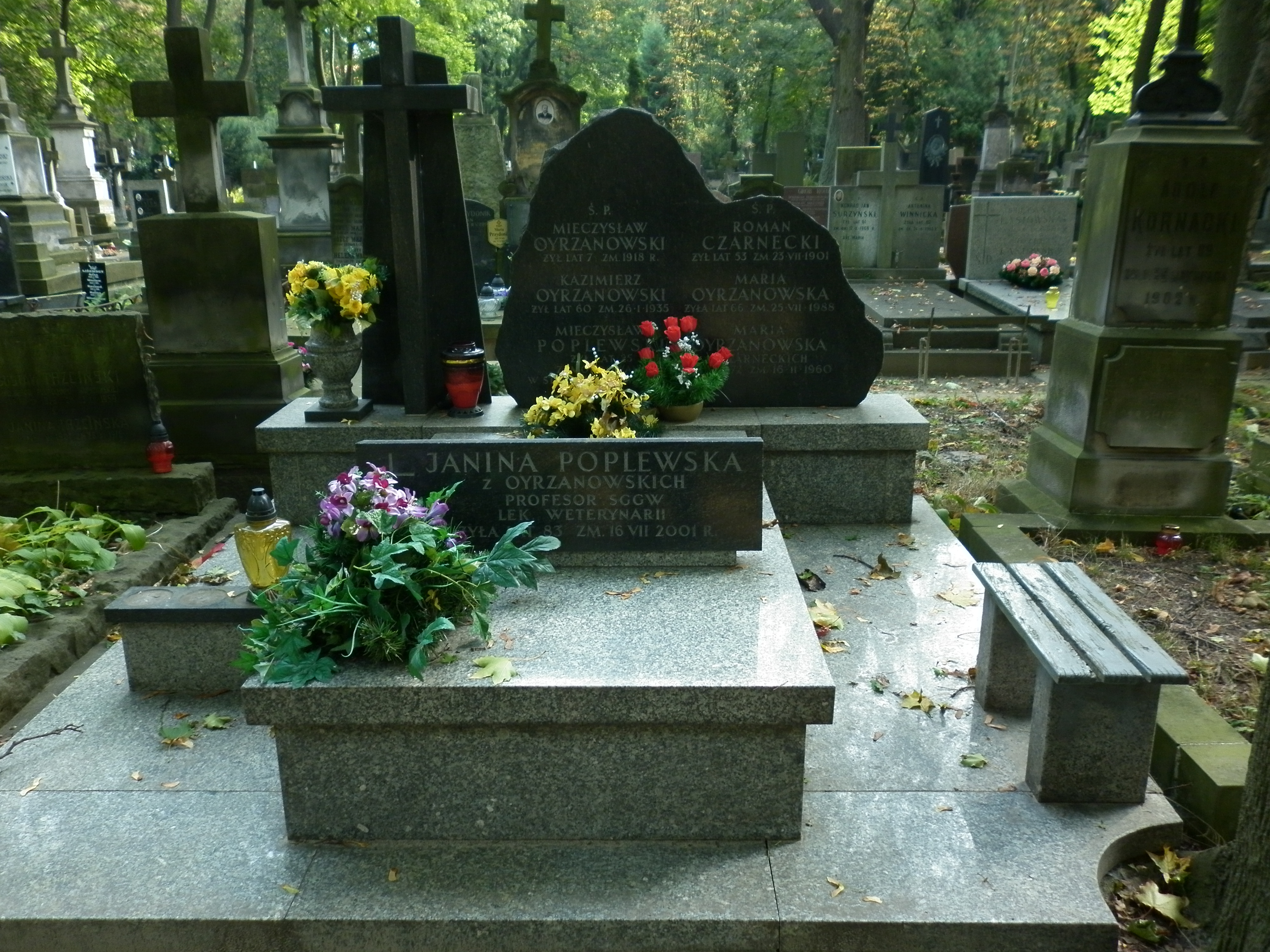
Lápida de Oyrzanowska-Poplewska

Oyrzanowska murió el 16 de julio de 2001 en Varsovia y fue enterrada en el cementerio de Powązki.

## Trabajos seleccionados
- (Tesis). OCLC 968507394. Falta el |título= (ayuda)
- Oyrzanowska, Janina (June 1960). «Choroby zakażne i inwazyjne» [Infectious and Invasive Diseases]. Medycyna Weterynaryjna (en polish) (Warsaw: Państwowe Wydawnictwo Rolnicze i Leśne) XVI (6): 321-325. ISSN 0025-8628.
- Oyrzanowska, Janina (January 1961). «Ogniskowa martwica wątroby norek» [Focal Necrosis of the Liver in Minks]. Medycyna Weterynaryjna (en polish) (Warsaw: Państwowe Wydawnictwo Rolnicze i Leśne) XVII (1): 33-37. ISSN 0025-8628.
- Oyrzanowska, Janina; Kita, Jerzy (October 1966). «Przyczynek do badań nad drogą zakażenia wirusem choroby Aujeszky'ego u zwierząt futerkowych» [The Source of the Aujeszky's Disease Virus for Fur Animals]. Medycyna Weterynaryjna (en polish) (Warsaw: Państwowe Wydawnictwo Rolnicze i Leśne) 22 (10): 579-581. ISSN 0025-8628.
- Kita, Jerzy; Dziąba, Konrad; Oyrzanowska, Janina (1975). Ćwiczenia z epizootiologii: metody zwalczania chorób zaraźliwych zwierząt gospodarskich [Exercises in Epizootiology: Methods of Combating Contagious Diseases of Farm Animals] (en polish). Warsaw: Państwowe Wydawnictwo Naukowe. OCLC 1150438398.
- Oyrzanowska, Janina (December 1976). «Wystȩpowanie przeciwciał neutralizuja̧cych dla wirusa choroby Aujeszky'ego w surowicach świnń z zarodowych ośrodków hodowlanych» [Occurrence of Neutralizing Antibodies to Aujeszky's Disease Virus in Pig Sera from Breeding Centers]. Medycyna Weterynaryjna (en polish) (Warsaw: Państwowe Wydawnictwo Rolnicze i Leśne) 32 (12): 717-718. ISSN 0025-8628.
- Kita, Jerzy; Oyrzanowska-Poplewska, Janina; Dziąba, Konrad (1987). Metody zwalczania chorób zaraźliwych zwierząt gospodarskich : ćwiczenia z epizootiologii [Methods for Combating Contagious Livestock Diseases: Epizootiology Exercises] (en polish) (Wyd. 3 uzup edición). Warsaw: Państwowe Wydawnictwo Naukowe. ISBN 978-83-01-06913-1.